# ラトーヤ・ジャクソン
ラトーヤ・ジャクソン（La Toya Jackson、1956年5月29日 - ）は、アメリカの女性歌手。ジャクソン・ファミリーの一員で、弟の一人はマイケル・ジャクソン、妹はジャネット・ジャクソン。
目立ったヒットはないが、その割に話題が多く個性の強いタイプとして見られることが多い。もともとは兄弟姉妹の中では地味な方であったはずだが、1990年代にはジャクソン家の問題児と言われ、最近はラトーヤといえば派手な女性の代名詞の一つのようになっている。家族の暴露によって有名となり、父親の暴力をジャクソン家で最初に語ったのもラトーヤである。弟のマイケルは当初は否定していたものの、後に肯定しており、現在はむしろマイケルの話のほうが有名。

## 略歴

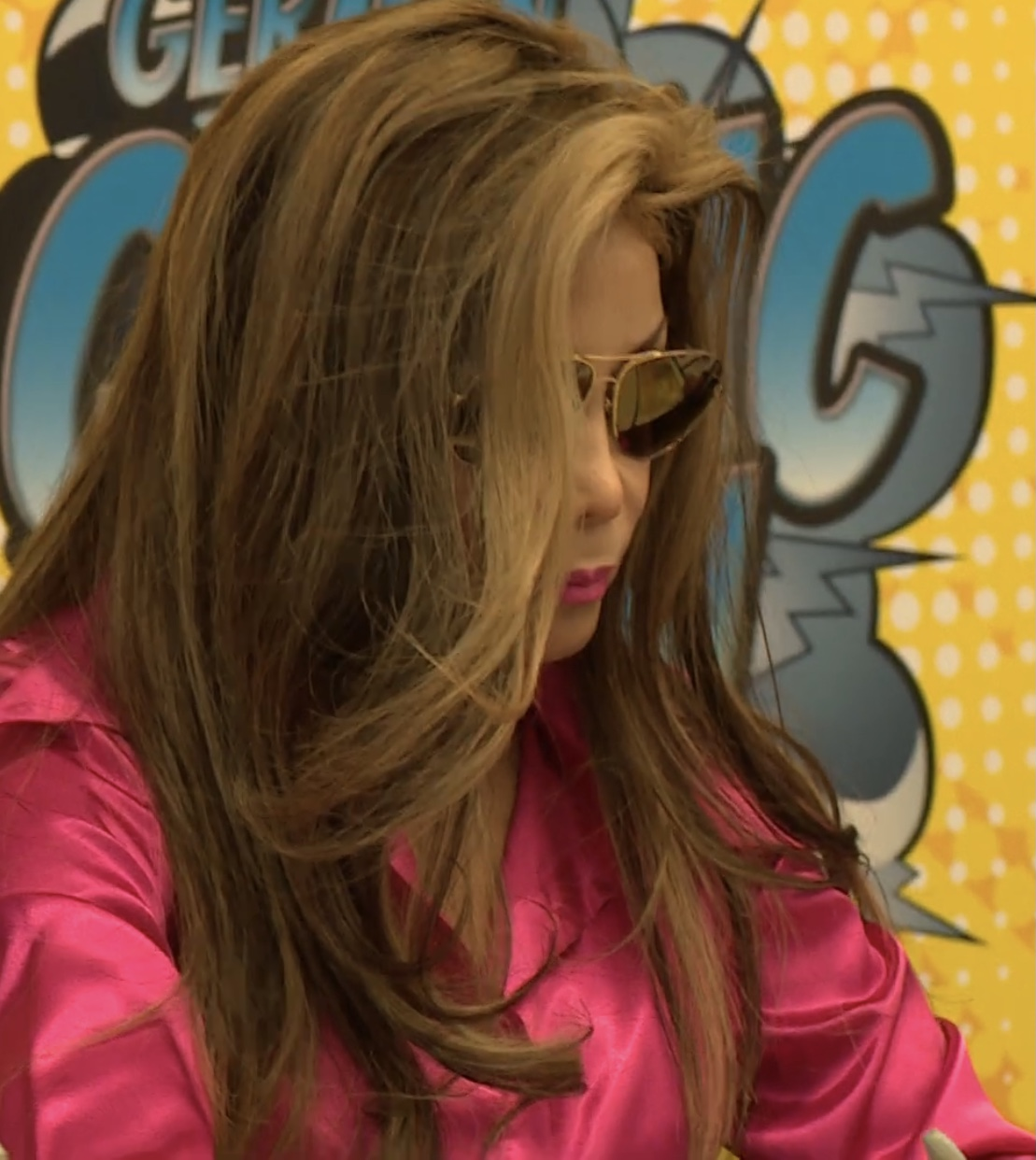
サインをするラトーヤ（2018年）

兄弟たちがジャクソン5を結成するなどで有名なジャクソン家の次女として生まれる。1980年、本格的に歌手デビューする。数曲がR&Bチャート・トップ50に入った程度で、後述するような話題性に比べれば成功したとは言い難い。
1987年、日本で本田美奈子とジョイント・コンサートを行った。その模様はテレビ放送され、後にDVD化されている。
1989年には『PLAYBOY』誌でヌードを披露し800万部以上を売り上げたが、兄弟たちはパニックになり、兄ジャーメインは怒って説教し、弟マイケルはショックで動揺する騒ぎになった。同年9月5日ジャック・ゴードンと結婚した。
1993年にマイケルに性的虐待の疑惑が持ち上がった際、疑惑は事実だと言って家族から批判を浴びたが、1997年には和解。同年ジャックとも離婚。その後はマイケルがラトーヤの家を訪問する話も聞かれるようになった。
1990年代後半は音楽活動を休止していた。暴力問題に関しては、2003年にラトーヤはインタビューでジョセフが自らの暴力に関して謝罪したこと、そしてそれで許したことを述べた。
現在は鼻がほっそりとしており、肌の色もかなり白い。弟のマイケル同様容姿が通常の黒人とは違うため、2005年の裁判の際にはジェイ・レノが「被告人を指し示せと言われてマイケルを指し示すつもりがラトーヤを指し示しちゃったよ」と（冗談半分だろうが）語った。
2009年6月25日、マイケルの訃報を母親から伝えられると、兄弟姉妹の中でも真っ先にマイケル一家のもとに駆けつけた。本人もデジタル・ダウンロードでマイケルの追悼曲「Home」を2009年7月28日にリリースしている。
2013年から2014年にかけて、オプラ・ウィンフリー・ネットワークでリアリティ番組『ライフ・ウィズ・ラトーヤ』が放映された。
2019年からは各国の『ザ・マスクド・シンガー』に出場している。2023年のオーストラリア版ではバーガー・ギャルに扮した。
ラトーヤには子供はいない。現在はロサンゼルス在住。

## ディスコグラフィ

### スタジオ・アルバム
- 『ラトーヤ・ジャクソン』 - La Toya Jackson (1980年) ※旧邦題『ナイト・タイム・ラヴァー』
- 『マイ・スペシャル・ラヴ』 - My Special Love (1981年) ※「Camp Kuchi Kaiai」ではジャネット・ジャクソンが作曲に参加している
- 『ハート・ドント・ライ』 - Heart Don't Lie (1984年) ※旧邦題『恋するラトーヤ』
- Imagination (1986年)
- 『ゴナ・ゲット・ロック』 - La Toya (1988年)
- Bad Girl (1990年)
- No Relations (1991年)
- Formidable (1992年)
- From Nashville to You (1994年)
- Stop in the Name of Love (1995年)
- Starting Over (2011年)

## 著書
- 『インサイド・ザ・ジャクソン・ファミリー ラトーヤ・ジャクソンが語るファミリーの真実』 - La Toya: Growing Up in the Jackson Family 高橋伯夫 訳 (1991年)